# Монбуше
Монбуше́ (фр. Montboucher, окс. Mont Bochier) — коммуна во Франции, находится в регионе Лимузен. Департамент коммуны — Крёз. Входит в состав кантона Бурганёф. Округ коммуны — Гере.
Код INSEE коммуны — 23133.

## Население
Население коммуны на 2010 год составляло 360 человек.
| 1962 | 1968 | 1975 | 1982 | 1990 | 1999 | 2010 |
| ---- | ---- | ---- | ---- | ---- | ---- | ---- |
| 546  | 484  | 428  | 377  | 356  | 344  | 360  |

## Экономика
В 2010 году среди 223 человек трудоспособного возраста (15—64 лет) 164 были экономически активными, 59 — неактивными (показатель активности — 73,5 %, в 1999 году было 73,1 %). Из 164 активных жителей работали 149 человек (70 мужчин и 79 женщин), безработных было 15 (9 мужчин и 6 женщин). Среди 59 неактивных 8 человек были учениками или студентами, 34 — пенсионерами, 17 были неактивными по другим причинам.